# For the Roses
For the Roses é o quinto álbum de estúdio da cantora e compositora canadense Joni Mitchell, lançado em novembro de 1972, por intermédio da Asylum Records. Em 2007, o álbum foi selecionado pela Biblioteca do Congresso para entrar no Registro Nacional de Gravações, que sonda canções de importância cultural, hístórica e estética para os Estados Unidos.

## Lista de faixas
Todas as faixas escritas e compostas por Joni Mitchell. 
| Lado A |                                  |         |  |
| N.º    | Título                           | Duração |  |
| 1.     | "Banquet"                        | 3:01    |  |
| 2.     | "Cold Blue Steel and Sweet Fire" | 4:17    |  |
| 3.     | "Barangrill"                     | 2:52    |  |
| 4.     | "Lesson in Survival"             | 3:11    |  |
| 5.     | "Let the Wind Carry Me"          | 3:46    |  |
| 6.     | "For the Roses"                  | 3:48    |  |

| Lado B |                                                  |         |  |
| N.º    | Título                                           | Duração |  |
| 1.     | "See You Sometime"                               | 2:56    |  |
| 2.     | "Electricity"                                    | 3:01    |  |
| 3.     | "You Turn Me On, I'm a Radio"                    | 2:39    |  |
| 4.     | "Blonde in the Bleachers"                        | 2:42    |  |
| 5.     | "Woman of the Heart and Mind"                    | 2:38    |  |
| 6.     | "Judgement of the Moon and Stars (Ludwig's Tune" | 4:50    |  |

## Créditos
- Joni Mitchell: vocais, violão, piano
- Tom Scott: madeiras
- Wilton Felder: baixo
- Russ Kunkel: bateria
- Bobbye Hall: percussão
- Bobby Notkoff: cordas
- James Burton: guitarra
- Graham Nash: harmônica
- Stephen Stills: banda de rock
- Henry Lewy: engenharia de áudio
- Anthony Hudson: direção de arte
- Joel Bernstein: fotografia